# Nationale Revolutionaire Partij (Afghanistan)
De Nationale Revolutionaire Partij (Pasjtoe: حزب انقلاب ملی, Hezb Enqilab Mile) was een politieke partij ten tijde van de Republiek Afghanistan en werd opgericht in 1975 door president Muhammad Daoed Khan die op 17 juli 1973 middels een staatsgreep zijn neef, koning Zahir Shah afzette. Hij schafte de monarchie af en riep de republiek uit met zichzelf als eerste president.
Aanvankelijk liet Daoed Khan de nodige ruimte voor de pro-communistische Parcham ("Banier") partij die hem had geholpen bij het voorbereiden van de staatsgreep en beloonde hij leden van die partij met ministersposten. In 1974 ontdeed Daoed zich echter van de communistische elementen in zijn regering en liet de vrijgekomen ministersposten vullen door hem welgezinde legerofficieren. In 1975 ging president Daoed over tot de oprichting van de Nationale Revolutionaire Partij in een poging om steun voor zijn republikeinse regime te verkrijgen onder de bevolking. De NRP werd de enige toegelaten politieke partij in het land. De partij werd geleid door een "Centrale Raad" waar de volgende personen zitting hadden: Dr. Abdul Majid, generaal Ghulam Haidar Rasuli (minister van Defensie), Sayyid Abdullah (minister van Financiën) en professor Abdul Qayyum. Volgens Daoed zou de NRP een partij worden voor "alle vooruitstrevende krachten" in het land. De partij had een sterk nationalistisch profiel en streefde naar de annexatie van het Pakistaanse deel van Pasjtoenistan om zo tot een groot Afghaans rijk te komen. Dit leidde tot verdere spanningen tussen Pakistan en Afghanistan. Daarnaast was de NRP een seculier ingestelde partij ook al was het regime volgens president Daoed volstrekt in overeenstemming met de islam. Tijdens het bewind van Daoed kreeg het land al te maken met de eerste opstanden van de moedjahedien. Vanaf 1977 werd de koers van Daoed conservatiever en schoof ook de partij meer op naar rechts. Regering en partij werden vanaf dat moment geleid door leden van de traditionele elite, w.o. leden van het koningshuis.
Bij een staatsgreep in april 1978 (de zogenaamde "Saurrevolutie") kwam het regime van Daoed Khan ten val en bracht een communistische regering onder leiding van de Democratische Volkspartij van Afghanistan aan de macht. Een deel van de communistische officieren die Daoed in 1973 aan de macht brachten en later door hem op een zijspoor werden geplaatst speelden een hoofdrol in de coup van april 1978.

## Verwijzingen
1. ↑  L.W. Adamec: Historical Dictionary of Afghanistan, Scarecrow Press Inc., Lanham, Md. & Londen 19972, p. 234
2. 1 2  Ibidem
3. ↑  Door bemiddeling van de sjah van Perzië namen de spanningen tussen Afghanistan en Pakistan in de loop 1977 af.
4. ↑  Daoed kwam daarbij om het leven.